# Greg Anthony
Gregory Carlton „Greg” Anthony (ur. 15 listopada 1967 w Las Vegas) – amerykański koszykarz, występujący na pozycji rozgrywającego, po zakończeniu kariery zawodniczej komentator spotkań koszykarskich w rozmaitych stacjach.
Jego syn Cole gra w NBA.

## Osiągnięcia
Na podstawie, o ile nie zaznaczono inaczej.
NCAA
- Mistrz:
  - NCAA (1990)
  - turnieju Big West (1989–1991)
  - sezonu regularnego Big West (1989–1991)
- Uczestnik rozgrywek:
  - NCAA Final Four (1990, 1991)
  - Sweet 16 turnieju NCAA (1989–1991)
- Zaliczony do II składu Big West (1989, 1990)
- Lider Big West:
  - wszech czasów w:
    - liczbie:
      - asyst (838)
      - przechwytów (275)

    - średniej przechwytów (2,5)

  - w średniej:
    - asyst (1989 – 6,6, 1990 – 7,4, 1991 – 8,9)
    - przechwytów (1989 – 2,4)

  - w liczbie:
    - asyst (1989 – 239, 1990 – 289, 1991 – 310)
    - przechwytów (1989 – 85, 1990 – 106, 1991 – 84)
- Drużyna UNLV Runnin’ Rebels zastrzegła należący do niego numer 50

NBA
- Wicemistrz NBA (1994)